# Östra Hökasjö
Östra Hökasjö är en sjö i Alvesta kommun och Värnamo kommun i Småland och ingår i Helge ås huvudavrinningsområde. Sjön har en area på 0,187 kvadratkilometer och ligger 177 meter över havet. Vid provfiske har abborre, gädda och mört fångats i sjön.

## Delavrinningsområde
Östra Hökasjö ingår i det delavrinningsområde (630211-140623) som SMHI kallar för Utloppet av Tjurken. Medelhöjden är 177 meter över havet och ytan är 34,32 kvadratkilometer. Det finns ett avrinningsområde uppströms, och räknas det in blir den ackumulerade arean 67,13 kvadratkilometer. Lilla Helge å (Granhultsån) som avvattnar avrinningsområdet har biflödesordning 2, vilket innebär att vattnet flödar genom totalt 2 vattendrag innan det når havet efter 169 kilometer. Avrinningsområdet består mestadels av skog (76 %). Avrinningsområdet har 6,66 kvadratkilometer vattenytor vilket ger det en sjöprocent på 19,4 %.